# Panayótis Koronéos
Panayótis « Tákis » Koronéos (grec moderne : Παναγιώτης «Τάκης» Κορωναίος), né le 8 octobre 1952, est un ancien joueur et entraîneur de basket-ball grec. 

## Palmarès
- Vainqueur des Jeux méditerranéens de 1979